# Cody Gakpo
Cody Mathès Gakpo (Eindhoven, 7 de maio de 1999) é um futebolista neerlandês que atua como ponta-esquerda e centroavante. Atualmente, joga no Liverpool.

## Carreira
Gakpo estreou profissionalmente na Eerste Divisie pelo Jong PSV no dia 4 de novembro de 2016, num jogo contra o Helmond Sport.

#### PSV
Para a temporada 2016–17, Gakpo fez parte da equipe reserva do Jong PSV pela primeira vez, mas jogou principalmente na equipe sub-19. Gakpo fez sua estreia profissional na Eerste Divisie pelo Jong PSV em 4 de novembro de 2016, em uma partida contra o Helmond Sport.[carece de fontes?] Pelo resto da temporada, ele fez apenas mais uma aparição pelo Jong PSV. Após aumentar sua produção na Eredivisie sub-19 na temporada seguinte, com sete gols e cinco assistências em 13 jogos da liga, ele finalmente foi promovido para o time reserva no final do ano. Em sua segunda aparição na Eerste Divisie, em 19 de janeiro de 2017, em uma vitória por 3 a 2 fora de casa contra o De Graafschap, ele marcou dois gols e deu a assistência para o terceiro gol de sua equipe. Pelo Jong PSV, ele conseguiu marcar sete gols na temporada 2017–18, o que ele alcançou em 12 jogos da liga.

#### Time Principal
Gakpo fez sua estreia na equipe principal do PSV como substituto no tempo de acréscimo em uma vitória por 3 a 1 sobre o Feyenoord em 25 de fevereiro de 2018. Na temporada 2018–19, Gakpo conseguiu melhorar ainda mais suas atuações. Isso também foi notado pelo treinador da equipe principal, Mark van Bommel. Ele foi selecionado várias vezes para o elenco da equipe principal na primeira metade da temporada. Inicialmente, porém, permaneceu como um substituto não utilizado.[carece de fontes?] Na vitória em casa por 5 a 1 contra o Go Ahead Eagles em 3 de dezembro de 2018, ele marcou o primeiro hat-trick de sua carreira profissional. Depois de marcar um gol e dar uma assistência na vitória em casa por 5 a 2 contra o Almere City em 21 de dezembro, ele estreou na Eredivisie apenas um dia depois. Na vitória em casa por 3 a 1 contra o AZ, ele entrou como substituto de Steven Bergwijn nos momentos finais. Ele marcou nove gols em dez jogos da liga pelo Jong PSV até o final do ano e foi promovido a membro regular da equipe principal.[carece de fontes?] Em 3 de fevereiro de 2019, ele marcou seu primeiro gol na liga em sua segunda aparição em uma vitória por 5 a 0 em casa sobre o Fortuna Sittard e também deu assistência para outro gol. Até o final da temporada, ele fez 14 aparições na liga, mas sem conseguir mais nenhum gol.
Na temporada 2019–20, ele teve sua ascensão na Eredivisie e registrou sete gols e o mesmo número de assistências em 25 jogos da liga.
Em 13 de setembro de 2020, na primeira rodada da temporada 2020–21 da Eredivisie, Gakpo marcou seu primeiro brace pelo PSV, contribuindo para uma vitória por 3 a 1 sobre o Groningen. Ele marcou outro brace em 24 de setembro na vitória por 5 a 1 na fase de qualificação da UEFA Europa League contra o NŠ Mura, permitindo que o PSV se classificasse para a rodada dos playoffs. Novamente foi decisivo, marcando o segundo gol do PSV em uma vitória por 2 a 0 sobre o Rosenborg em 1 de outubro. Ele encerrou a temporada com 29 aparições, nas quais marcou 11 gols.
Gakpo marcou o gol da vitória para o PSV em uma vitória por 2 a 1 sobre o Ajax na Final da KNVB Cup de 2022. Em 31 de agosto de 2022, ele marcou seu primeiro hat-trick em uma vitória por 7 a 1 sobre o Volendam.

### Liverpool
No dia 26 de dezembro de 2022, o PSV Eindhoven chegou a um acordo com o Liverpool para a transferência de Gakpo por um valor de 37 milhões de euros.
No dia 5 de março de 2023, Gakpo fez dois gols no jogo em que o Liverpool decretou a maior goleada da história do clássico com o Manchester United, 7 a 0, em Anfield.
Gakpo terminou sua primeira temporada no Liverpool onde se adaptou bem, marcando sete gols desde sua chegada do PSV, e parecendo cada centímetro do substituto de Firmino naquele papel itinerante de número 9. Limpo tecnicamente, ele apresentou um bom cérebro futebolístico.

## Seleção Nacional
Gakpo foi convocado para a Seleção Neerlandesa para o UEFA Euro 2020 e fez sua estreia contra a Macedônia do Norte, pela 3° rodada da fase de grupos, a sua única partida na Euro.
Foi convocado para a Copa do Mundo FIFA de 2022, onde foi o destaque da Holanda, marcando 3 gols em 5 jogos.

## Vida pessoal
Nascido no Países Baixos, Gakpo é descendente de neerlandeses, togoleses e ganenses.

## Estatísticas
Atualizado até 26 de maio de 2023.

### Clubes
| Equipe            | Temporada         | Campeonato nacional | Campeonato nacional | Campeonato nacional | Copa nacional | Copa nacional | Copa nacional | Competições continentais | Competições continentais | Competições continentais | Outros torneios | Outros torneios | Outros torneios | Total | Total | Total   |
| Equipe            | Temporada         | Jogos               | Gols                | Assist.             | Jogos         | Gols          | Assist.       | Jogos                    | Gols                     | Assist.                  | Jogos           | Gols            | Assist.         | Jogos | Gols  | Assist. |
| ----------------- | ----------------- | ------------------- | ------------------- | ------------------- | ------------- | ------------- | ------------- | ------------------------ | ------------------------ | ------------------------ | --------------- | --------------- | --------------- | ----- | ----- | ------- |
| PSV Eindhoven II  | 2016–17           | 2                   | 0                   | 0                   | —             | —             | —             | —                        | —                        | —                        | —               | —               | —               | 2     | 0     | 0       |
| PSV Eindhoven II  | 2017–18           | 13                  | 7                   | 0                   | —             | —             | —             | —                        | —                        | —                        | —               | —               | —               | 13    | 7     | 0       |
| PSV Eindhoven II  | 2018–19           | 11                  | 10                  | 4                   | —             | —             | —             | —                        | —                        | —                        | —               | —               | —               | 11    | 10    | 4       |
| PSV Eindhoven II  | Total             | 26                  | 17                  | 4                   | —             | —             | —             | —                        | —                        | —                        | —               | —               | —               | 26    | 17    | 4       |
| PSV Eindhoven     | 2017–18           | 1                   | 0                   | 0                   | —             | —             | —             | —                        | —                        | —                        | —               | —               | —               | 1     | 0     | 0       |
| PSV Eindhoven     | 2018–19           | 16                  | 1                   | 5                   | 2             | 1             | 1             | 1                        | 0                        | 0                        | —               | —               | —               | 19    | 2     | 6       |
| PSV Eindhoven     | 2019–20           | 25                  | 7                   | 6                   | 2             | 0             | 1             | 11                       | 1                        | 1                        | 1               | 0               | 0               | 39    | 8     | 8       |
| PSV Eindhoven     | 2020–21           | 23                  | 7                   | 2                   | 1             | 0             | 0             | 5                        | 4                        | 1                        | —               | —               | —               | 29    | 11    | 3       |
| PSV Eindhoven     | 2021–22           | 27                  | 12                  | 13                  | 4             | 2             | 0             | 15                       | 7                        | 1                        | 1               | 0               | 1               | 47    | 21    | 15      |
| PSV Eindhoven     | 2022–23           | 14                  | 9                   | 12                  | —             | —             | —             | 9                        | 3                        | 3                        | 1               | 1               | 2               | 24    | 13    | 17      |
| PSV Eindhoven     | Total             | 106                 | 36                  | 38                  | 9             | 3             | 2             | 41                       | 15                       | 6                        | 3               | 1               | 3               | 159   | 55    | 49      |
| Liverpool         | 2022–23           | 21                  | 7                   | 2                   | 3             | 0             | 0             | 2                        | 0                        | 0                        | 0               | 0               | 0               | 26    | 7     | 2       |
| Liverpool         | Total             | 21                  | 7                   | 2                   | 3             | 0             | 0             | 2                        | 0                        | 0                        | 0               | 0               | 0               | 26    | 7     | 2       |
| Total na carreira | Total na carreira | 153                 | 60                  | 44                  | 12            | 3             | 2             | 43                       | 15                       | 6                        | 3               | 1               | 3               | 211   | 79    | 55      |

### Seleção Neerlandesa
| Ano   | Jogos | Gols |
| ----- | ----- | ---- |
| 2021  | 4     | 1    |
| 2022  | 10    | 5    |
| 2023  | 3     | 0    |
| Total | 17    | 6    |

## Títulos
PSV Eindhoven[carece de fontes?]
- Eredivisie: 2017–18
- Supercopa dos Países Baixos: 2021, 2022
- Copa dos Países Baixos: 2021–22

Liverpool [carece de fontes?]
- Copa da Liga Inglesa: 2023–24
- Premier League: 2024–25[20]

### Prêmios individuais
- Futebolista Neerlandês do Ano: 2021–22[carece de fontes?]
- Jogador do Mês da Eredivisie: Setembro de 2022, Outubro de 2022[carece de fontes?]

### Artilharias
- Campeonato Europeu de 2024: (3 gols)[carece de fontes?]
- Copa da Liga Inglesa de 2024–25 (5 gols)[carece de fontes?]